# Углава (река)
У́глава (чеш. Úhlava) — река в Чехии (Пльзеньский край), в бассейне реки Влтавы.
Длина реки составляет 109 км. Площадь водосборного бассейна насчитывает 919 км². Среднегодовой расход воды — 6 м³/с. Исток реки находится на высоте 1110 метров над уровнем моря. Сливаясь на высоте 298 метров над уровнем моря с реками Мже и Радбуза, Углава образует у города Пльзень реку Бероунка.
Углава получает воду в основном от дождей и таяния снега, что обуславливает резкие сильные паводки и период максимального тока в марте-апреле. Регулирование паводковых вод осуществляется Нюрским водохранилищем. Площадь водохранилища — 148 га. На реке расположено 46 водосливов высотой от 0,3 до 3 метров.
Преимущественно протекает по землям сельскохозяйственного назначения, что составляет 81 % от длины реки; ещё 15 % от длины реки приходится на территорию населённых пунктов; оставшаяся часть приходится на природный ландшафт. Так как в верховье низкая плотность населения и сельскохозяйственная деятельность, то концентрация нитратов на этом участке ниже, чем в остальной части. Также в верховьях Углавы наблюдаются низкие и стабильные концентрации хлоридов, которые составляют около 5 мг/л.
В реке обитает не менее 25 видов рыб, среди которых голавль, елец, плотва.
В долине реки расположены населённые пункты Пльзень (находится в месте слияния четырёх рек (Мже, Радбуза, Углава и Услава), Клатови, Нирско, Швигов, Пршештице, Яновице-над-Углавоу.
В болотистой местности в пойме Углавы был построен средневековый готический водный замок Швигов. Вокруг внешних укреплений замка был выкопан широкий внешний ров с запада, юга и востока. С восточной стороны внешний ров до наших дней не сохранился. Внутренний и внешний рвы были соединены каналом с рекой Углавой, через который и наполнялись водой (а сохранившаяся часть внешнего рва наполняется и по сей день).
В городе Пршештице на мосту через Углаву в 1740 году была установлена статуя святого Яна Непомука работы Антонина Брауна.